# Neobisium macrodactylum macrodactylum
Neobisium macrodactylum macrodactylum es una subespecie de arácnido del orden Pseudoscorpionida de la familia Neobisiidae.

## Distribución geográfica
Se encuentra en Europa Central y en Azerbaiyán.